# Eichertsfels

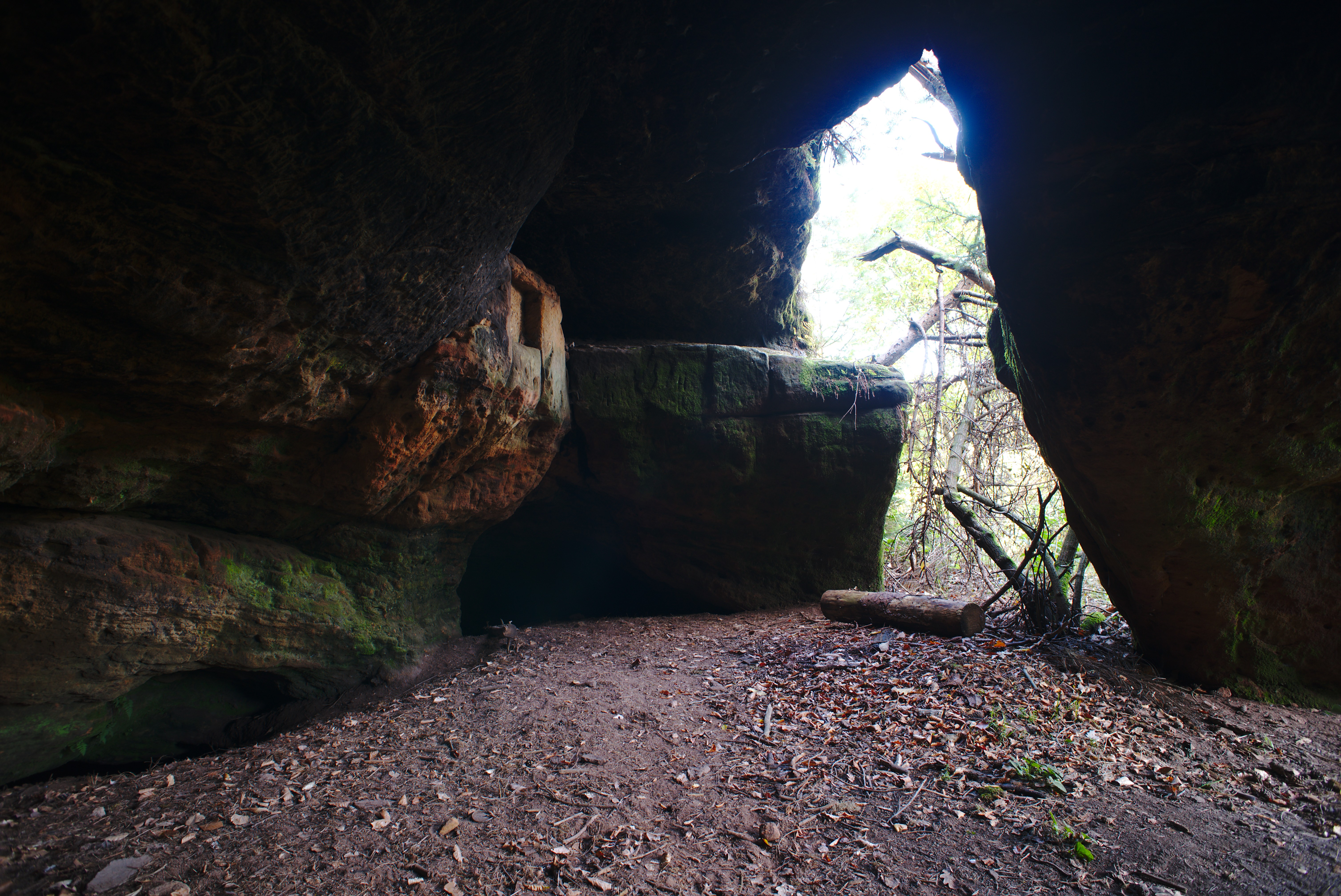
Blick von der am Wanderweg oben gelegenen Höhle nach draußen.

Der Eichertsfels oder auch Eichertsfelsen ist eine Felsformation mit mehreren Höhlen, etwa 1.000 Meter nördlich des Stadtteils Oberwürzbach der Stadt St. Ingbert, am Südhang des Hochscheids oberhalb der Göllerschlucht, die westlich der Fischteiche beginnt.
Der Eichertsfels liegt an der Grenze zwischen Mittlerem und Oberem Buntsandstein. Oberwürzbach befindet sich am geologischen Übergang von Buntsandstein im Norden und Muschelkalk im Süden. Der Würzbach, der den Ort von West nach Ost zur Blies hin durchfließt, liegt noch im Bereich des Buntsandsteins bzw. durchfließt das Alluvium der Täler.
Die Ursprünge der Höhlen lassen sich nicht mehr eindeutig zurückverfolgen. Es wird vermutet, dass unsere Vorfahren die Eichertsfelsen als Winterquartier oder auch als Versteck benutzten. Der weiche Buntsandstein hat eine sehr poröse Struktur und kann von Menschenhand sehr leicht weiter ausgehöhlt werden.

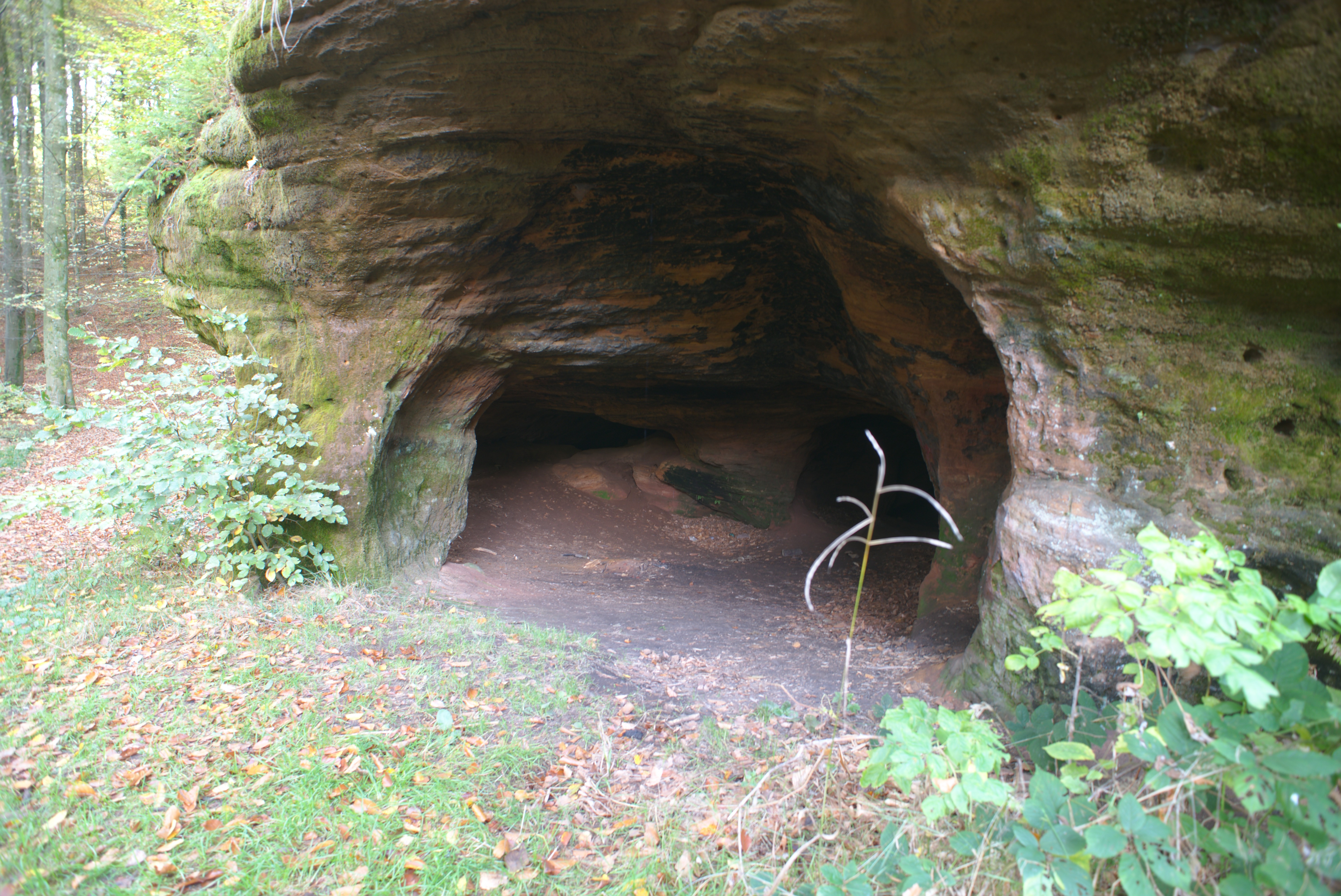
Die am Wanderweg unterhalb gelegene Höhle von außen.

In den recht kleinen Höhlen fanden sich Spuren menschlicher Besiedlung: ein Mahlstein aus Basaltlava mit Feuersteinabschlägen und Rötel.
Die Höhlen sind leicht und frei zugänglich und als Teil des sogenannten Hüttenwanderwegs stellen sie ein interessantes Wanderziel dar.